# Рижик (фільм)
«Рижик» — радянський чорно-білий художній фільм 1960 року, екранізація однойменної повісті Олексія Свірського.

## Сюжет
Підкидьок Санька втікає від прийомних батьків. Познайомившись з веселим бродячим актором Півфунта, він відправляється з ним до Одеси. Але обставини розлучають їх, і Санька їде на поїзді в темне життя злодійського кубла Одеси. Через деякий час доля дарує Санькі і бродячому акторові останню зустріч в Санкт-Петербурзі. Під час виконання трюків на канаті на вуличній сцені Півфунта зривається вниз. Артист смертельно поранений і помер у ярмарковому бараку. Перед смертю він кається в прожитому житті і просить Саньку повернутися до батьків, «стати людиною» і «жити для життя»… Волоцюги світу не потрібні!

## У ролях
- Сергій Золотарьов — Рижик
- Олександр Кринкін — Спирька В'юн
- Тетяна Заляйс — Дуня
- Володя Ралєтнєв — Ваня
- Сергій Гордєєв — Мошка Каракуль
- Софія Павлова — Ксенія
- Іван Савкін — Тарас Зазуля
- Валерій Залівін — Іван Раздольєв — Півфунта
- Павло Тарасов — дід Архип
- Володимир Бєлокуров — Ткач
- Геннадій Заїчкін — Андрій-воїн
- Борис Буткєєв — Льонька Фомкач
- Євген Зубовський — Федька Косоручка
- Георгій Георгіу — Міллер
- Софія Гаррель — фрейлен Берта
- Вікторія Духін — дівчина з цирку
- Петро Кірюткін — кондуктор в поїзді
- Анна Троїцька — прислуга
- Сергій Троїцький — купець
- Микола Яковченко — Прохор Гриб, голодаєвський городовий
- Олександр Каменко-Александровський — продавець
- Олексій Криченков — робітник
- Юрій Смуровський — хлопчик-швець
- Михайло Щербаков — картяр
- Микола Юдін — жебрак
- Всеволод Тягушев — канатоходець

## Знімальна група
- Режисер: Ілля Фрез
- Сценарист: Михайло Львовський
- Оператор: Маргарита Піліхіна
- Композитор: Микита Богословський
- Художник:  Петро Галаджев
- Художник по костюмах: Ельза Раппопорт
- Художник по гриму: Володимир Гражданкін
- Звукооператор:  Дмитро Флянгольц
- Монтажер: Берта Погребинська
- Директор картини:  Володимир Роговий